# Microstylum leucacanthum
Microstylum leucacanthum är en tvåvingeart som beskrevs av Mario Bezzi 1908. Microstylum leucacanthum ingår i släktet Microstylum och familjen rovflugor.
Artens utbredningsområde är Kongo. Inga underarter finns listade i Catalogue of Life.